# Kanton Châtillon-sur-Marne
Kanton Châtillon-sur-Marne (fr. Canton de Châtillon-sur-Marne) byl francouzský kanton v departementu Marne v regionu Champagne-Ardenne. Tvořilo ho 19 obcí. Zrušen byl po reformě kantonů 2014.

## Obce kantonu
- Anthenay
- Baslieux-sous-Châtillon
- Belval-sous-Châtillon
- Binson-et-Orquigny
- Champlat-et-Boujacourt
- Châtillon-sur-Marne
- Courtagnon
- Cuchery
- Cuisles
- Jonquery
- Nanteuil-la-Forêt
- La Neuville-aux-Larris
- Olizy
- Passy-Grigny
- Pourcy
- Reuil
- Sainte-Gemme
- Vandières
- Villers-sous-Châtillon